# Liste von Schiffen mit dem Namen Vendémiaire
Vendémiaire  ist der Name einer Reihe von Schiffen. Der Vendémiaire [vãde'mi̯ɛ:ɐ̯]; französisch bedeutet Weinmonat bzw. Weinlesemonat und ist der erste Monat (vom 23. September bis 21. Oktober) des Republikanischen Kalenders der Französischen Revolution.

## Schiffsliste
| Bezeichnung | Schiffsart | Klasse / Typ    | Baujahr | Bauwerft                        | Eigner                                              | Dienstzeit | Verbleib                                  | Bild |
| ----------- | ---------- | --------------- | ------- | ------------------------------- | --------------------------------------------------- | ---------- | ----------------------------------------- | ---- |
| Vendémiaire | U-Boot     | Pluviôse-Klasse | 1907    |                                 | Französische Marine                                 | 1907–1912  | nach Kollision gesunken                   |      |
| Vendémiaire | Öltanker   |                 | 1977    | Cantieri Navali Riuniti, Ancona | Compagnie Nationale de Navigation (C.N.N.), Palermo | 1976–1991  | ab 23. Februar 2000 in Alang verschrottet |      |
| Vendémiaire | Fregatte   | Floréal-Klasse  | 1992    | Chantiers de l’Atlantique       | Französische Marine                                 |            | im Dienst                                 |      |